# Coupe du monde de boxe amateur
La coupe du monde de boxe amateur est une compétition internationale créée en 2005 et organisée par l'Association internationale de boxe amateur (AIBA)]. Elle regroupe par pays les meilleurs boxeurs dans chaque catégorie de poids qui s'affrontent dans un mini championnat. 
À l'issue de ces phases préliminaires, les vainqueurs de chaque groupe s'affrontent en phase finale.

## Coupe du monde de boxe amateur hommes
| Année | Édition            | Lieu   | Lieu        | Date            | Vainqueur |
| 2005  | 1re coupe du monde | Moscou | Russie      | 12 - 17 juillet | Russie    |
| 2006  | 2e coupe du monde  | Bakou  | Azerbaïdjan | 15 - 22 octobre | Cuba      |
| 2008  | 3e coupe du monde  | Moscou | Russie      | 5 - 15 décembre | Cuba      |